# Nikita Golub
Bản mẫu:Eastern Slavic name
Nikita Sergeyevich Golub (tiếng Nga: Никита Сергеевич Голуб; sinh ngày 14 tháng 2 năm 1997) là một cầu thủ bóng đá người Nga. Anh thi đấu cho SFC CRFSO Smolensk.

## Sự nghiệp câu lạc bộ
Anh có màn ra mắt tại Giải bóng đá chuyên nghiệp quốc gia Nga cho F.K. Vityaz Podolsk vào ngày 17 tháng 4 năm 2015 trong trận đấu với FC Metallurg Lipetsk.